# 普魯容卡河

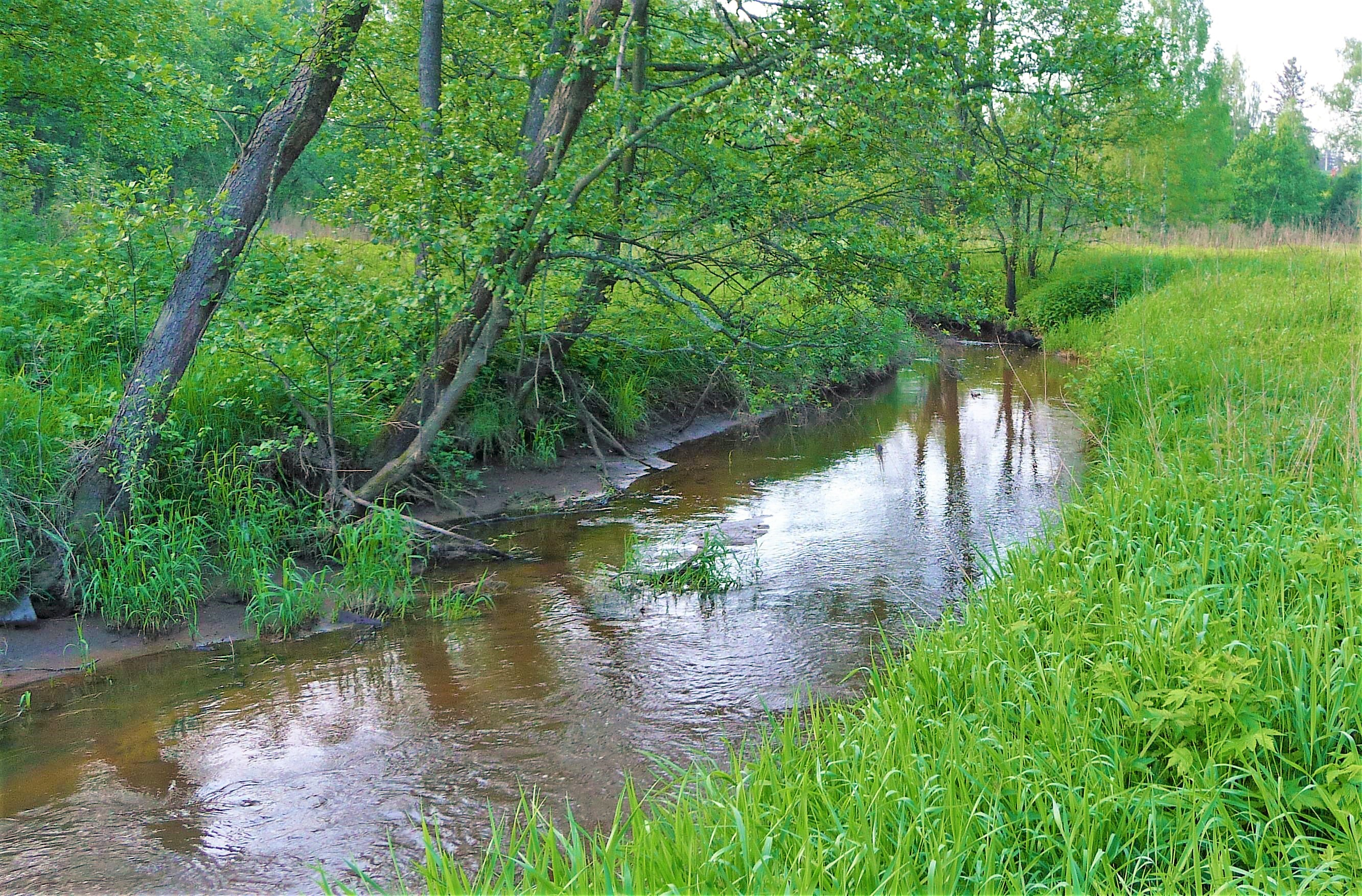
普魯容卡河

普魯容卡河是俄羅斯的河流，位於莫斯科州內，屬於沃里亞河的左支流，自海拔高度165米的發源地朝東南方向流進，河道全長33公里，流域面積133平方公里。